# Berkant Göktan
Berkant Göktan (Monaco di Baviera, 12 dicembre 1980) è un ex calciatore tedesco naturalizzato turco, di ruolo attaccante.

## Carriera

### Club

#### Gli inizi
Göktan era considerato come uno dei più grandi talenti del calcio tedesco degli anni novanta. Giovanni Trapattoni lo portò nella prima squadra del Bayern Monaco, ma fu Ottmar Hitzfeld a permettergli il debutto. Sostituì infatti Hasan Salihamidžić in una sfida valida per la Champions League 1998-1999, contro il Manchester United (i Red Devils erano in vantaggio per 2-1, ma i tedeschi raggiunsero il pareggio). A gennaio 1999, passò in prestito al Borussia Mönchengladbach e, l'anno seguente, all'Arminia Bielefeld.

#### Galatasaray e Beşiktaş
Göktan passò poi a titolo definitivo al Galatasaray. Giocò 41 partite, con 9 reti all'attivo, e contribuì al successo finale nel campionato 2001-2002. Giocò poi per una stagione nel Beşiktaş.

#### Il finale di carriera
Göktan passò poi al Kaiserslautern e al Monaco 1860. Quest'ultimo club lo svincolò il 21 ottobre 2008, a causa della sua positività alla cocaina risultata in un test.
Il 21 gennaio 2010, firmò un contratto annuale con i thailandesi del Muangthong United. Fu il primo acquisto di René Desaeyere, nuovo allenatore del club. Lasciò il club senza giocare alcun match, a causa di diversi problemi fisici.

### Nazionale
Giocò 29 incontri per la Turchia under 21. Esordì il 4 settembre 1998, sostituendo Nihat Kahveci nel successo per 2-0 sull'Irlanda del Nord under 21. Il 9 ottobre segnò la prima rete, nel successo per 2-0 sulla Germania under 21.

## Palmarès

### Club

#### Competizioni nazionali
- Campionato tedesco: 1

Bayern Monaco: 2000-2001
- Campionato turco: 1

Galatasaray: 2001-2002